# Sacajawea Peak
Sacajawea Peak je nejvyšší hora pohoří Wallowa Mountains, nejvyšší hora Kolumbijské plošiny a pátá nejvyšší hora Oregonu. Nachází se na severovýchodě Oregonu, ve Wallowa County, západně od řeky Snake River.